# 춘희막이
"춘희막이"(With or Without You)는 한국에서 제작된 박혁지 감독의 2015년 다큐멘터리 영화이다. 김춘희 등이 주연으로 출연하였고 한경수 등이 제작에 참여하였다.

## 출연

### 주연
- 김춘희
- 최막이

## 기타
- 사운드디자인: 정성환
- 온라인마케팅: 서민지
- 예고편: 김익진